# Virginia Brissac
Pour les articles homonymes, voir Brissac.
Virginia Brissac est une actrice américaine née à San Jose, Californie, le 11 juin 1883 – morte à Santa Fe, Nouveau-Mexique, le 26 juillet 1979. 

## Biographie
Virginia Brissac est sortie de sa retraite alors qu’elle abordait la cinquantaine pour commencer ce qui devait être une carrière de vingt ans comme artiste au cinéma et à la télévision. Alors qu’elle s’était fait connaitre comme ingénue dans ses premières années de théâtre, dans sa nouvelle carrière ses traits autoritaires l’amenèrent souvent à jouer les enseignantes et d’autres personnages autoritaires. Aujourd'hui c’est peut-être comme grand-mère de Jim Stark (James Dean) dans le film de 1955, Rebel Without a Cause (La Fureur de vivre) qu’on la connaît le mieux.

## Filmographie
- 1936 : Le Fils du désert (Three Godfathers) de Richard Boleslawski
- 1936 : Two Against the World de William C. McGann
- 1939 : Victoire sur la nuit (Dark Victory) d'Edmund Goulding : Martha
- 1939 : A Child Is Born de Lloyd Bacon : la mère de M. Norton
- 1940 : L'Aventure d'une nuit (Remember the Night) de Mitchell Leisen : Mme Emory
- 1940 : Le Mystère du château maudit (The Ghost Breakers) de George Marshall : Mère Zombie'
- 1940 : Vendredi 13 (Black Friday) d'Arthur Lubin : Mrs. Margaret Kingsley
- 1940 : La Douce Illusion (It's a Date) de William A. Seiter
- 1940 : Les Révoltés du Clermont (Little Old New York) de Henry King
- 1940 : Destin dans la nuit (The House Across the Bay) d'Archie Mayo
- 1941 : Le Grand Mensonge (The Great Lie) d'Edmund Goulding : Sadie
- 1941 : Rendez-vous d'amour (Appointment for Love), de William A. Seiter : Nora
- 1941 : Washington Melodrama de S. Sylvan Simon
- 1941 : Dressed to Kill d'Eugene Forde
- 1942 : La Tombe de la Momie de Harold Young
- 1942 : Le Caïd (The Big Shot) de Lewis Seiler
- 1942 : Jordan le révolté (Lucky Jordan) de Frank Tuttle
- 1944 : Et voilà la vie (This Is the Life) de Felix E. Feist
- 1945 : Capitaine Eddie (Captain Eddie) de Lloyd Bacon
- 1945 : Night Club Girl d'Edward F. Cline
- 1945 : Why Girls Leave Home de William Berke
- 1945 : Penny cherche un père (That Night with You) de William A. Seiter
- 1946 : Hot Cargo de Lew Landers
- 1947 : Monsieur Verdoux de Charlie Chaplin : Carlotta Couvais
- 1947 : Capitaine de Castille (Captain from Castile) de Henry King : Doña Maria De Vargas
- 1948 : Une femme sans amour (The Mating of Millie) de Henry Levin : Mrs. Thomas
- 1948 : Le Secret derrière la porte (Secret Beyond the Door) de Fritz Lang : Sarah
- 1949 : Le Dernier Bandit (The Last Bandit) de Joseph Kane : la mère de Kate
- 1950 : La Perfide (Harriet Craig) de Vincent Sherman : La mère d'Harriet Craig
- 1950 : Treize à la douzaine (Cheaper by the Dozen) de Walter Lang
- 1951 : Opération dans le Pacifique (Operation Pacific) de George Waggner : Sœur Anna
- 1951 : Two of a Kind de Henry Levin
- 1953 : Toutes voiles sur Java (Fair Wind to Java) de Joseph Kane : Bintang
- 1954 : La Tour des ambitieux (Executive suite) de Robert Wise : Edith Alderson
- 1954 : Romance sans lendemain (About Mrs. Leslie) de Daniel Mann : Mme Poole
- 1955 : La Fureur de vivre (Rebel Without a Cause) de Nicholas Ray : la grand-mère de Jim